# Franz Löbmann

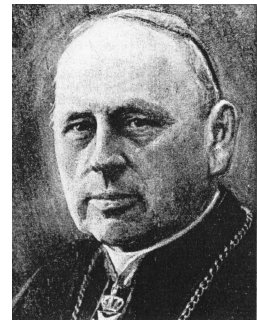
Bischof Franz Löbmann

Franz Löbmann (* 14. Januar 1856 in Schirgiswalde; † 4. Dezember 1920 in Bautzen) war Titularbischof von Priene sowie als Apostolischer Vikar und Präfekt Leiter der beiden katholischen Jurisdiktionsbezirke in Sachsen und Dekan des Bautzener Kollegiatstifts.

## Leben und Wirken
Franz Löbmann war als Sohn des Zimmermanns Joseph Löbmann und seiner Ehefrau Emilie geb. Döring in dem lausitzischen Städtchen Schirgiswalde geboren. Er trat in das Wendische Seminar zu Prag ein. Löbmann absolvierte seine humanistische Ausbildung am Kleinseitner Gymnasium und machte dort 1876 das Abitur. Danach leistete er 1876–77 seinen Militärdienst als Einjährig-Freiwilliger in Bautzen ab und studierte schließlich Theologie an der Prager Deutschen Universität, ab 1880 Philosophie in Leipzig.
Am 15. Oktober 1881 erhielt Franz Löbmann in Bautzen die Priesterweihe, arbeitete dann als Kaplan in Leutersdorf und Schirgiswalde, seit 1887 als Direktor der Bautzener Domschule. 1891 berief ihn das Bautzener Stiftskapitel zum Direktor des Lehrerseminars, das er 23 Jahre lang leitete. 1899 wurde Löbmann nichtresidierender, 1905 residierender Stiftsherr in Bautzen. Nach dem Tode von Bischof Aloys Schäfer wählte ihn das Bautzner Kapitel am 5. November 1914 zum Dekan, womit er auch das Amt des Apostolischen Präfekten der Oberlausitz übernahm. Die päpstliche Bestätigung sowie die Ernennung zum Titularbischof von Priene und zum Apostolischen Vikar in den Sächsischen Erblanden erfolgten am 30. Januar 1915, die Bischofsweihe spendete ihm Fürstbischof Adolf Bertram am 25. März 1915 in Breslau.
Als Dekan des Stifts zu Bautzen gehörte Franz Löbmann von 1915 bis zur Abschaffung der Monarchie im November 1918 der I. Kammer des Sächsischen Landtags an. Löbmann war der letzte Apostolische Vikar in Sachsen sowie der letzte Präfekt der Lausitz. Seine Amtszeit war durch den Ersten Weltkrieg überschattet. Dennoch gelang es ihm das Netz der Missionsstationen in bescheidenem Maß ausbauen und sogar vier neue Kirchen bzw. Kapellen errichten. 1917 unternahm er zur Inspektion der katholischen Feld-Seelsorge in der sächsischen Armee eine Frontbereisung. Auch als Bischof publizierte er über pädagogische Themen.
Da mit der Weimarer Verfassung die staatliche Kirchenhoheit erlosch, ergriff Löbmann sofort die Initiative zur Wiedererrichtung des Bistums Meißen für Sachsen und die zum Apostolischen Vikariat gehörenden thüringischen Gebiete (ehemalige Fürstentümer Sachsen-Altenburg, Reuß ältere und jüngere Linie). Der Prälat schlug vor, das frühere Bistum Meißen mit Sitz in Bautzen wiederzuerrichten und die Kollegiatkirche St. Petri zur Kathedrale zu erheben sowie das Stifts- als Domkapitel zu konstituieren. Dieses erklärte sich bereit, einen namhaften Teil der bischöflichen Dotation und Räume für die Bistumsverwaltung bereitzustellen. Löbmann erlebte die Verwirklichung seines Planes nicht mehr. Er starb am 4. Dezember 1920 in Bautzen und wurde auf dem dortigen  Nikolaifriedhof beigesetzt.
Nach Löbmanns Tod verwaltete Jakub Skala seine Ämter als Administrator. Die Wiedererrichtung des Bistums Meißen erfolgte am 26. Mai 1921; sie ist größtenteils Franz Löbmanns Verdienst gewesen. Erster Bischof von Meißen wurde Christian Schreiber.